# Zeargyrodes
Zeargyrodes is een kevergeslacht uit de familie van de boktorren (Cerambycidae). De wetenschappelijke naam van het geslacht werd voor het eerst geldig gepubliceerd in 1925 door Fisher.

## Soorten
Zeargyrodes is monotypisch en omvat slechts de volgende soort:
- Zeargyrodes fasciatus Fisher, 1925